# Leichtathletik-Europameisterschaften 2014/800 m der Männer

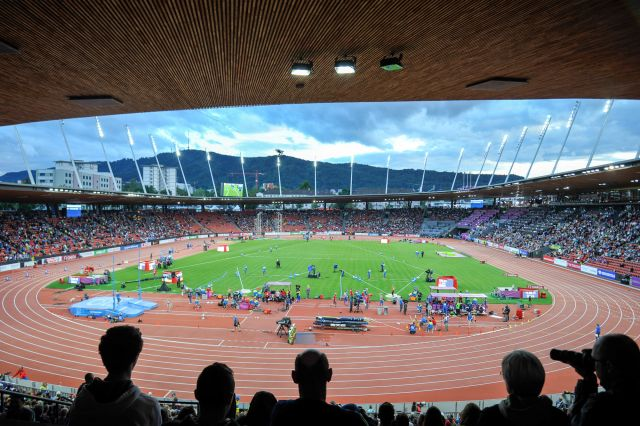
Das Letzigrund-Stadion während der Europameisterschaften 2014

Der 800-Meter-Lauf der Männer bei den Leichtathletik-Europameisterschaften 2014 wurde vom 12. bis 15. August 2014 im Letzigrund-Stadion von Zürich ausgetragen.
Die Mittelstreckler aus Polen errangen in diesem Wettbewerb einen Doppelsieg. Europameister wurde Adam Kszczot, der vor Artur Kuciapski das Rennen gewann. Bronze ging an den Iren Mark English.

## Rekorde

### Bestehende Rekorde
| Weltrekord           | 1:41,01 min | David Lekuta Rudisha | Rieti, Italien            | 29. August 2010 |
| Europarekord         | 1:41,11 min | Wilson Kipketer      | Köln, Deutschland         | 24. August 1997 |
| Meisterschaftsrekord | 1:43,84 min | Olaf Beyer           | EM Prag, Tschechoslowakei | 31. August 1978 |

Der bereits seit 1978 bestehende EM-Rekord hatte auch nach diesen Europameisterschaften weiter Bestand. Die schnellste Zeit erzielte der polnische Europameister Adam Kszczot im Finale mit 1:44,15 min, womit er 31 Hundertstelsekunden über dem Rekord blieb. Zum Europarekord fehlten ihm 3,04 s, zum Weltrekord 3,14 s.

### Rekordverbesserung
Es wurde ein neuer Landesrekord aufgestellt:

1:46,12 min – Amel Tuka (Bosnien und Herzegowina), Finale am 15. August

## Legende
| NR | Nationaler Rekord |

## Vorrunde
Die Vorrunde wurde in vier Läufen durchgeführt. Die ersten drei Athleten pro Lauf – hellblau unterlegt – sowie die darüber hinaus vier zeitschnellsten Läufer – hellgrün unterlegt – qualifizierten sich für das Halbfinale.

### Vorlauf 1

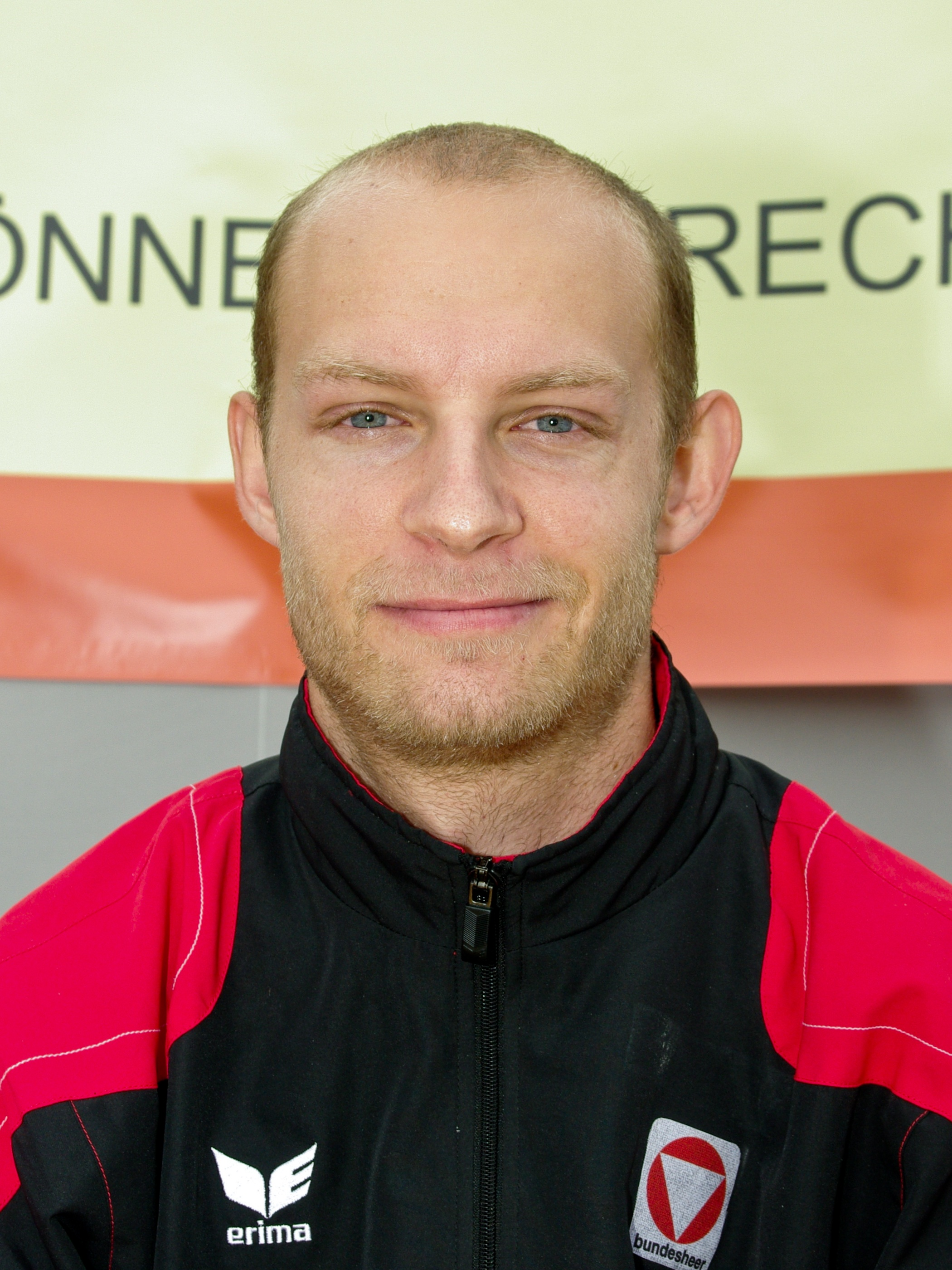
Andreas Rapatz – sein fünfter Platz im ersten Vorlauf reichte nicht für die Halbfinalteilnahme
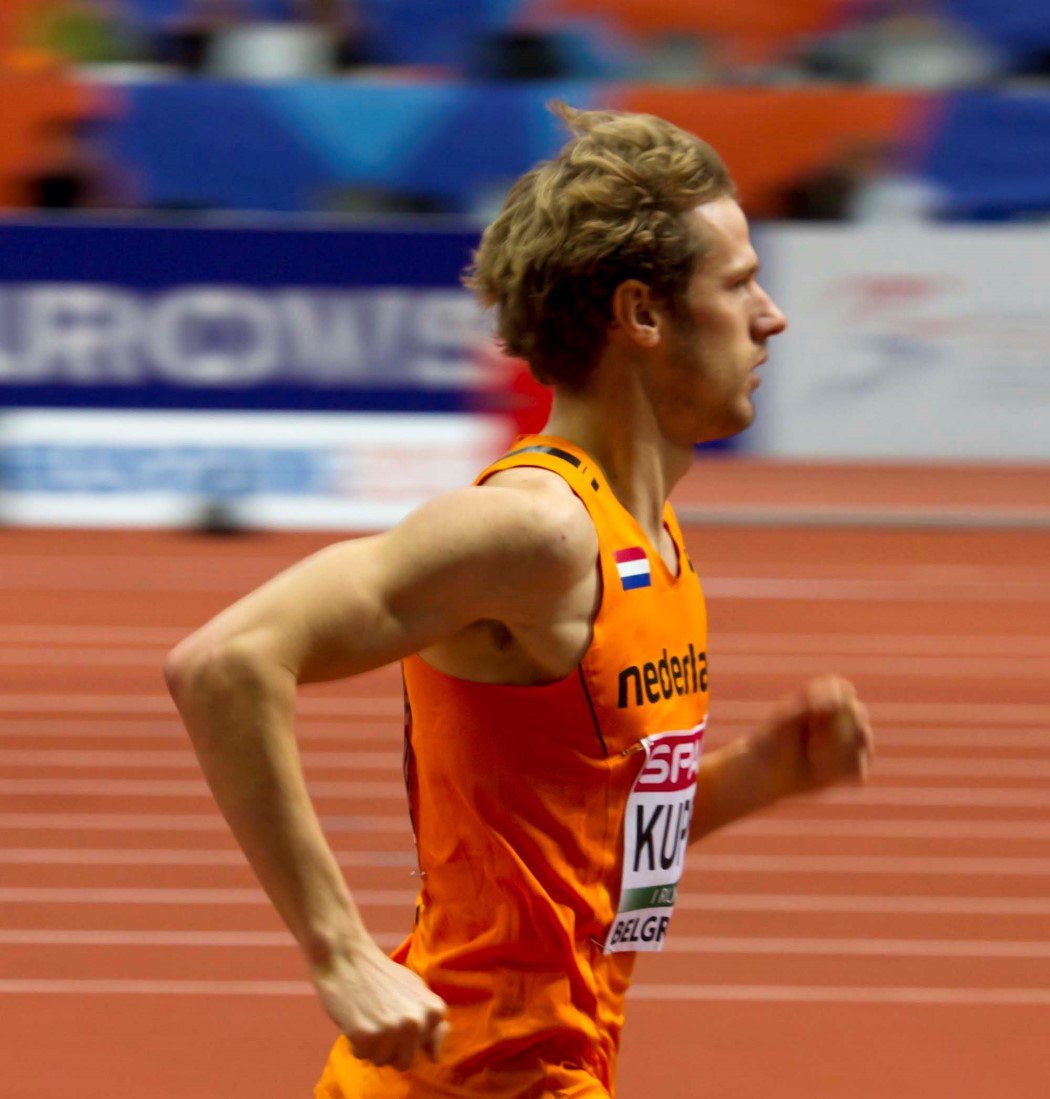
Thijmen Kupers schied als Sechster seines Vorlaufs aus
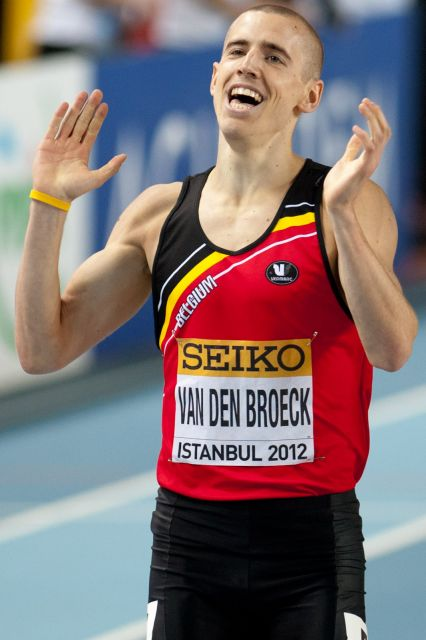
Ein neunter Rang war zu wenig für Jan Van Den Broeck, um im Halbfinale dabei zu sein

12. August 2014, 19:05 Uhr
| Platz | Name                     | Nation      | Zeit (min) |
| ----- | ------------------------ | ----------- | ---------- |
| 1     | Marcin Lewandowski       | Polen       | 1:47,83    |
| 2     | Kevin López              | Spanien     | 1:47.93    |
| 3     | Sofiane Selmouni         | Frankreich  | 1:48,46    |
| 4     | Roald Hagbart Frøskeland | Norwegen    | 1:48,62    |
| 5     | Andreas Rapatz           | Österreich  | 1:48,65    |
| 6     | Thijmen Kupers           | Niederlande | 1:49,69    |
| 7     | Dmitrijs Jurkevičs       | Lettland    | 1:50,12    |
| 8     | Rickard Gunnarsson       | Schweden    | 1:50,58    |
| 9     | Jan Van Den Broeck       | Belgien     | 1:52,09    |

### Vorlauf 2

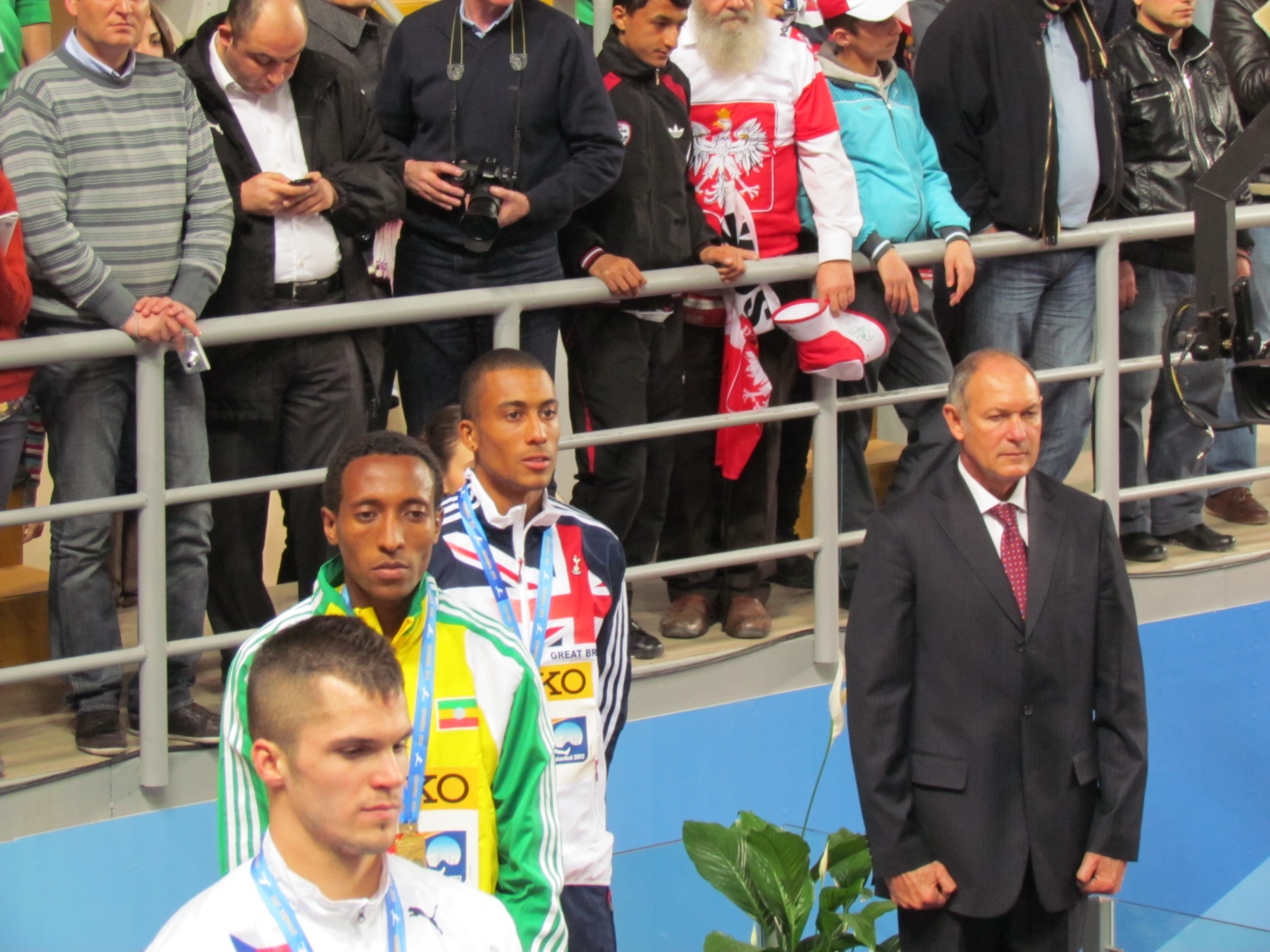
Andrew Osagie (Dritter von links) scheiterte als Fünfter seines Rennens in der Vorrunde
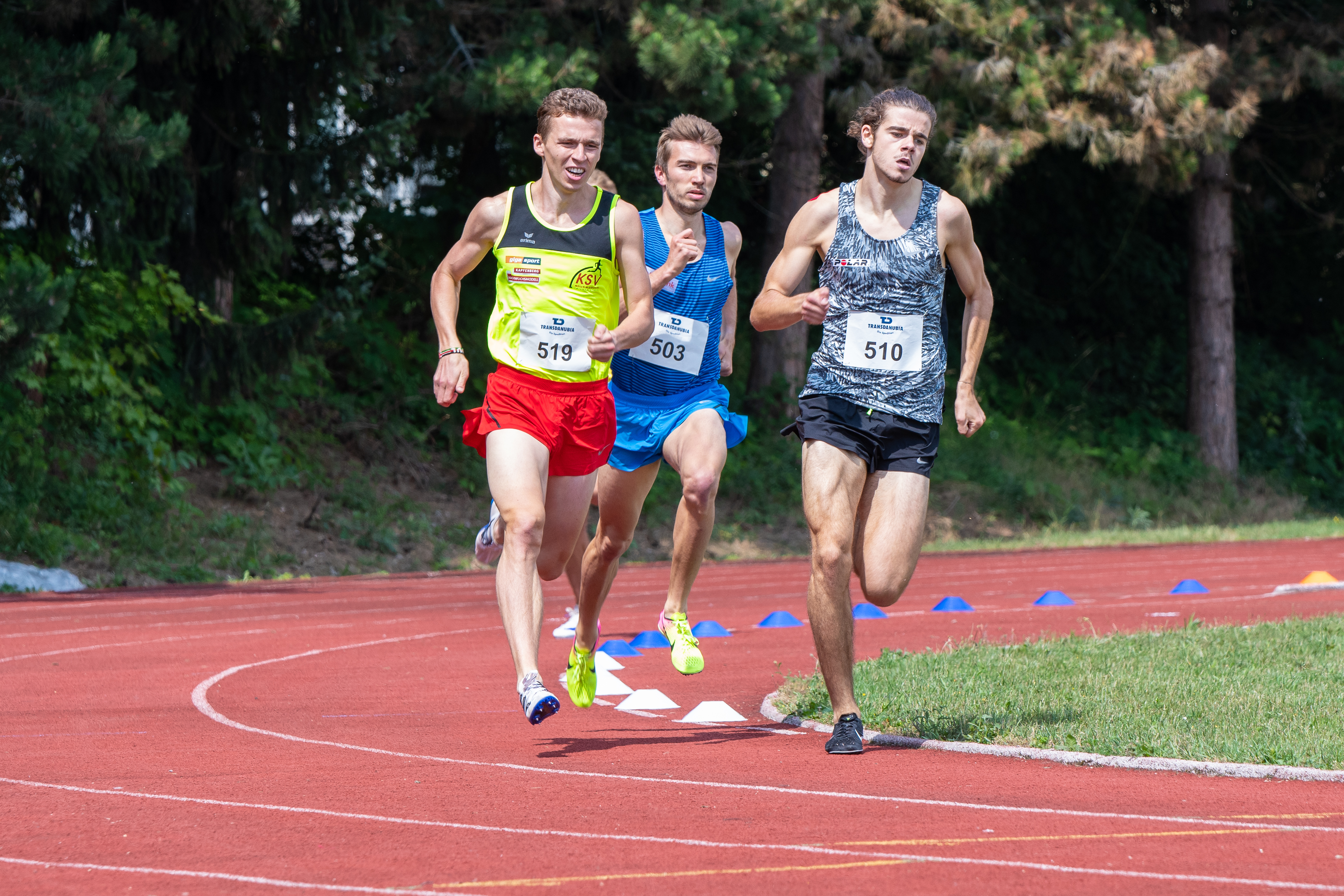
Nikolaus Franzmair (ganz rechts) – Rang sechs im zweiten Vorlauf und damit ausgeschieden
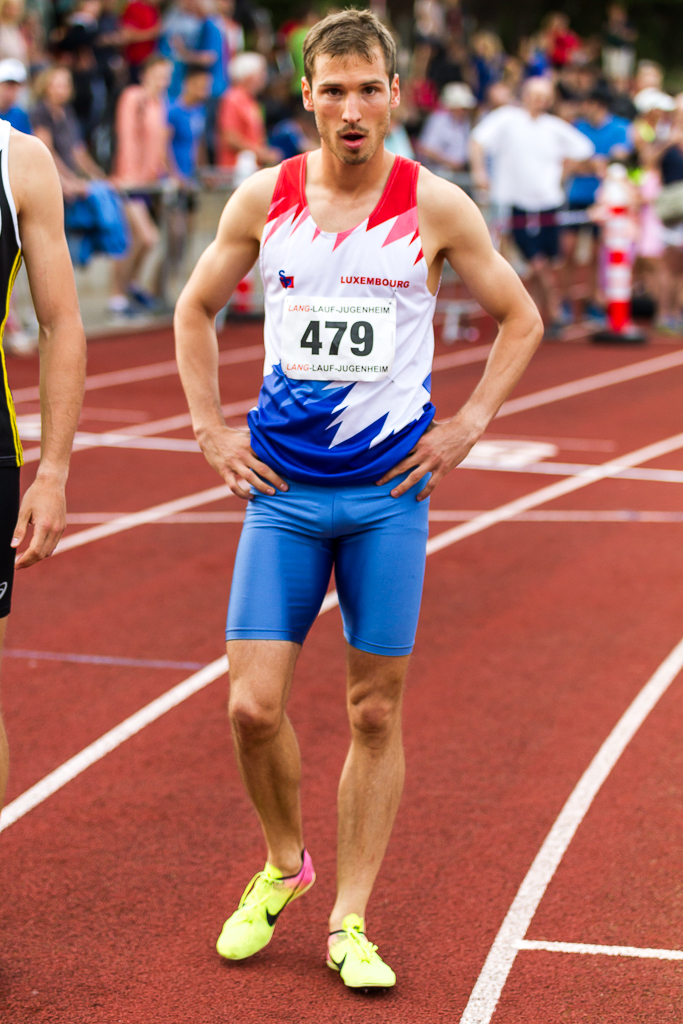
Charles Grethen erreichte als Achter seines Vorlaufs nicht die nächste Runde

12. August 2014, 19:13 Uhr
| Platz | Name               | Nation         | Zeit (min) |
| ----- | ------------------ | -------------- | ---------- |
| 1     | Mark English       | Irland         | 1:47,38    |
| 2     | Artur Kuciapski    | Polen          | 1:47,45    |
| 3     | Paul Renaudie      | Frankreich     | 1:47,88    |
| 4     | Tamás Kazi         | Ungarn         | 1:48,05    |
| 5     | Andrew Osagie      | Großbritannien | 1:48,31    |
| 6     | Nikolaus Franzmair | Österreich     | 1:49,18    |
| 7     | Sandy Martins      | Portugal       | 1:49,51    |
| 8     | Charles Grethen    | Luxemburg      | 1:50,36    |

### Vorlauf 3

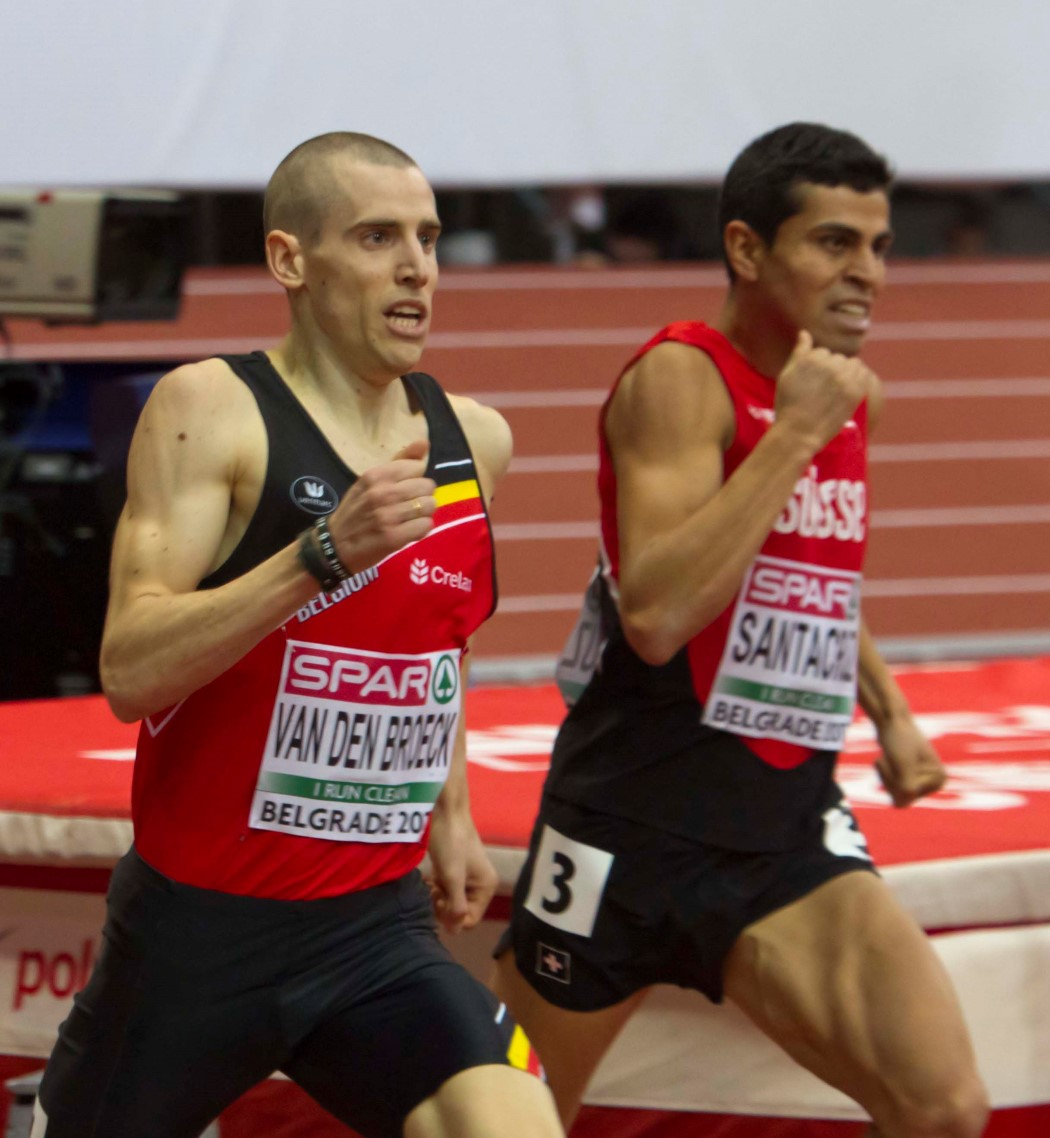
Hugo Santacruz (rechts) schied als Sechster seines Vorlaufs aus

12. August 2014, 19:21 Uhr
| Platz | Name               | Nation                  | Zeit (min) |
| ----- | ------------------ | ----------------------- | ---------- |
| 1     | Adam Kszczot       | Polen                   | 1:47,92    |
| 2     | Amel Tuka          | Bosnien und Herzegowina | 1:48,07    |
| 3     | Andreas Almgren    | Schweden                | 1:48,22    |
| 4     | Giordano Benedetti | Italien                 | 1:48,29    |
| 5     | Thomas Roth        | Norwegen                | 1:49,86    |
| 6     | Hugo Santacruz     | Schweiz                 | 1:49,16    |
| 7     | Declan Murray      | Irland                  | 1:50,01    |
| 8     | David Fiegen       | Luxemburg               | 1:51,00    |

### Vorlauf 4

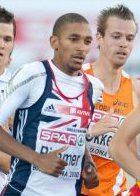
Für Michael Rimmer (im Vordergrund) war der Wettkampf nach seinem sechsten Platz im vierten Vorlauf beendet
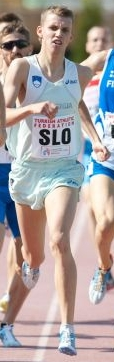
Žan Rudolf wurde Achter in seinem Vorlauf und schied damit aus
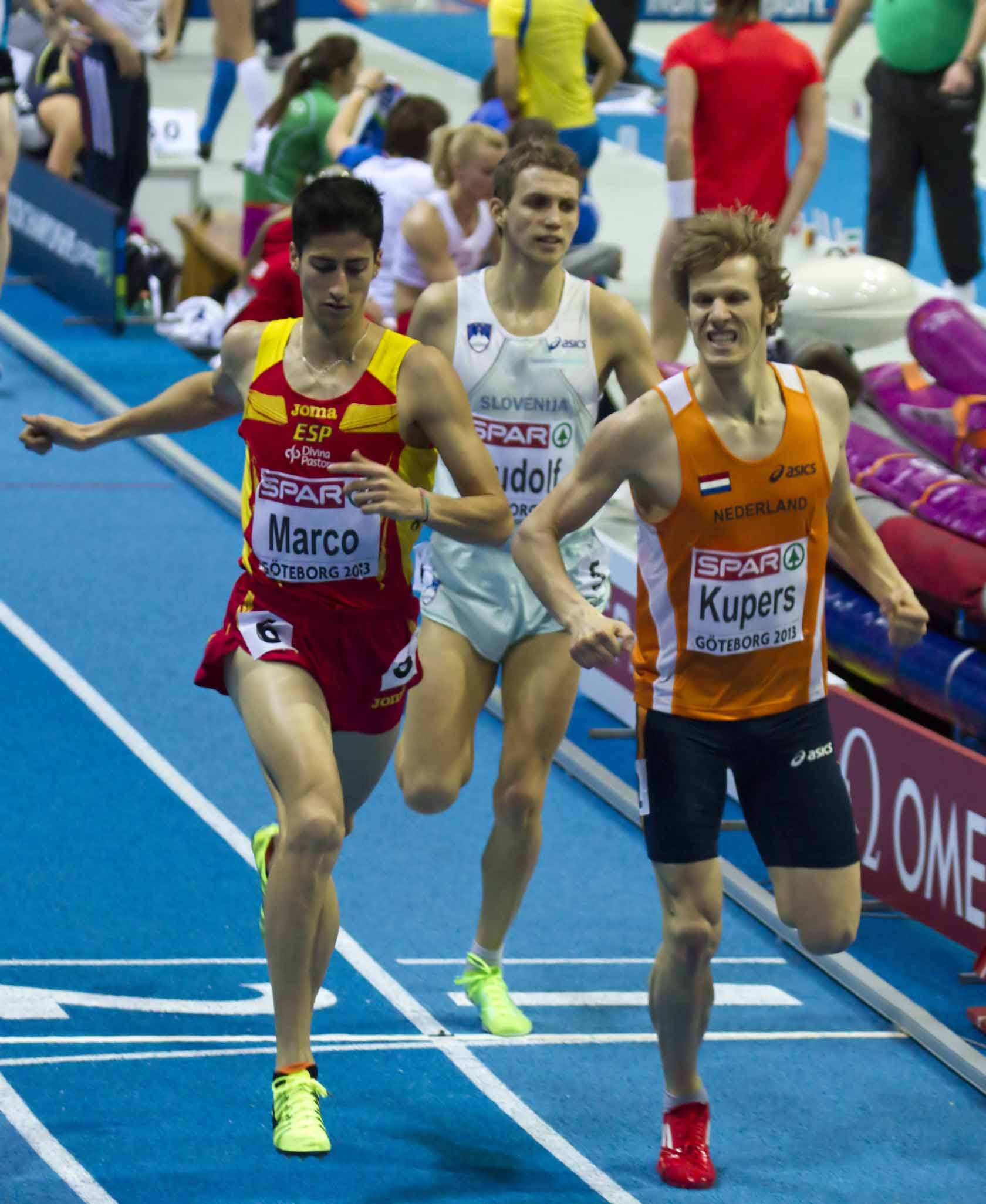
Mit einer Zeit über 1:50 min kam Luis Alberto Marco nicht in die nächste Runde

12. August 2014, 19:28 Uhr
| Platz | Name                  | Nation         | Zeit (min) |
| ----- | --------------------- | -------------- | ---------- |
| 1     | Andreas Bube          | Dänemark       | 1:47,50    |
| 2     | Pierre-Ambroise Bosse | Frankreich     | 1:47,54    |
| 3     | Jozef Repčík          | Slowakei       | 1:47,90    |
| 4     | Dennis Krüger         | Deutschland    | 1:48,06    |
| 5     | Johan Rogestedt       | Schweden       | 1:48,19    |
| 6     | Michael Rimmer        | Großbritannien | 1:48,51    |
| 7     | Andreas Roth          | Norwegen       | 1:48,61    |
| 8     | Žan Rudolf            | Slowenien      | 1:48,75    |
| 9     | Luis Alberto Marco    | Spanien        | 1:50,07    |

## Halbfinale
In den beiden Halbfinalläufen qualifizierten sich die jeweils ersten drei Athleten – hellblau unterlegt – sowie die darüber hinaus zwei zeitschnellsten Läufer – hellgrün unterlegt – für das Finale.

### Lauf 1

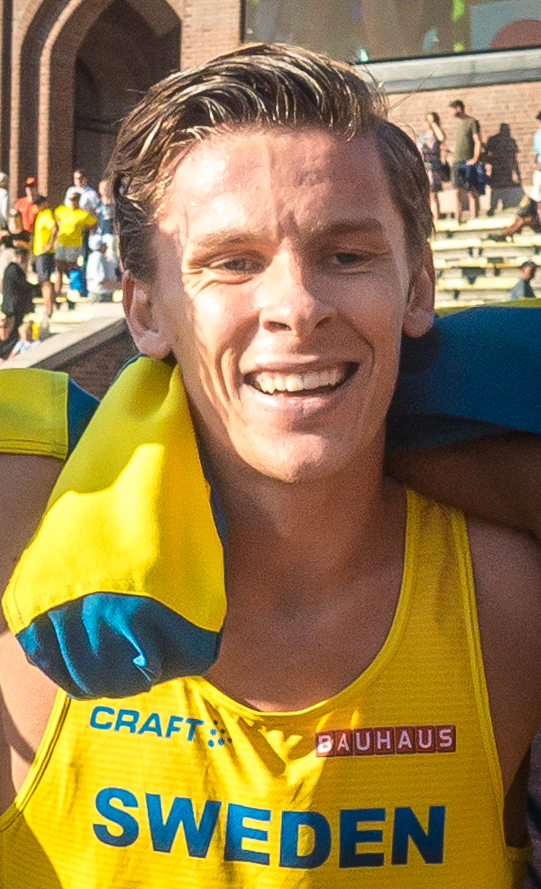
Andreas Almgren erreichte mit seinem sechsten Platz im ersten Halbfinale nicht den Endlauf
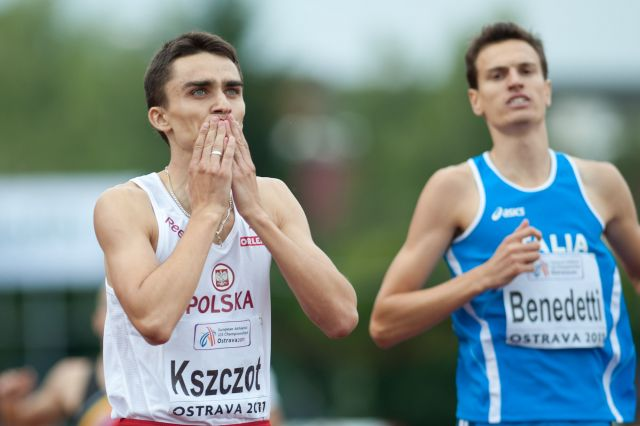
Giordano Benedetti (rechts) schied als Siebter seines Semifinallaufs aus

13. August 2014, 21:08 Uhr
| Platz | Name                  | Nation     | Zeit (min) |
| ----- | --------------------- | ---------- | ---------- |
| 1     | Pierre-Ambroise Bosse | Frankreich | 1:45,94    |
| 2     | Artur Kuciapski       | Polen      | 1:46,05    |
| 3     | Andreas Bube          | Dänemark   | 1:46,09    |
| 4     | Mark English          | Irland     | 1:46,23    |
| 5     | Jozef Repčík          | Slowakei   | 1:46,94    |
| 6     | Andreas Almgren       | Schweden   | 1:47,55    |
| 7     | Giordano Benedetti    | Italien    | 1:48,58    |
| 8     | Kevin López           | Spanien    | 1:48,90    |

### Lauf 2

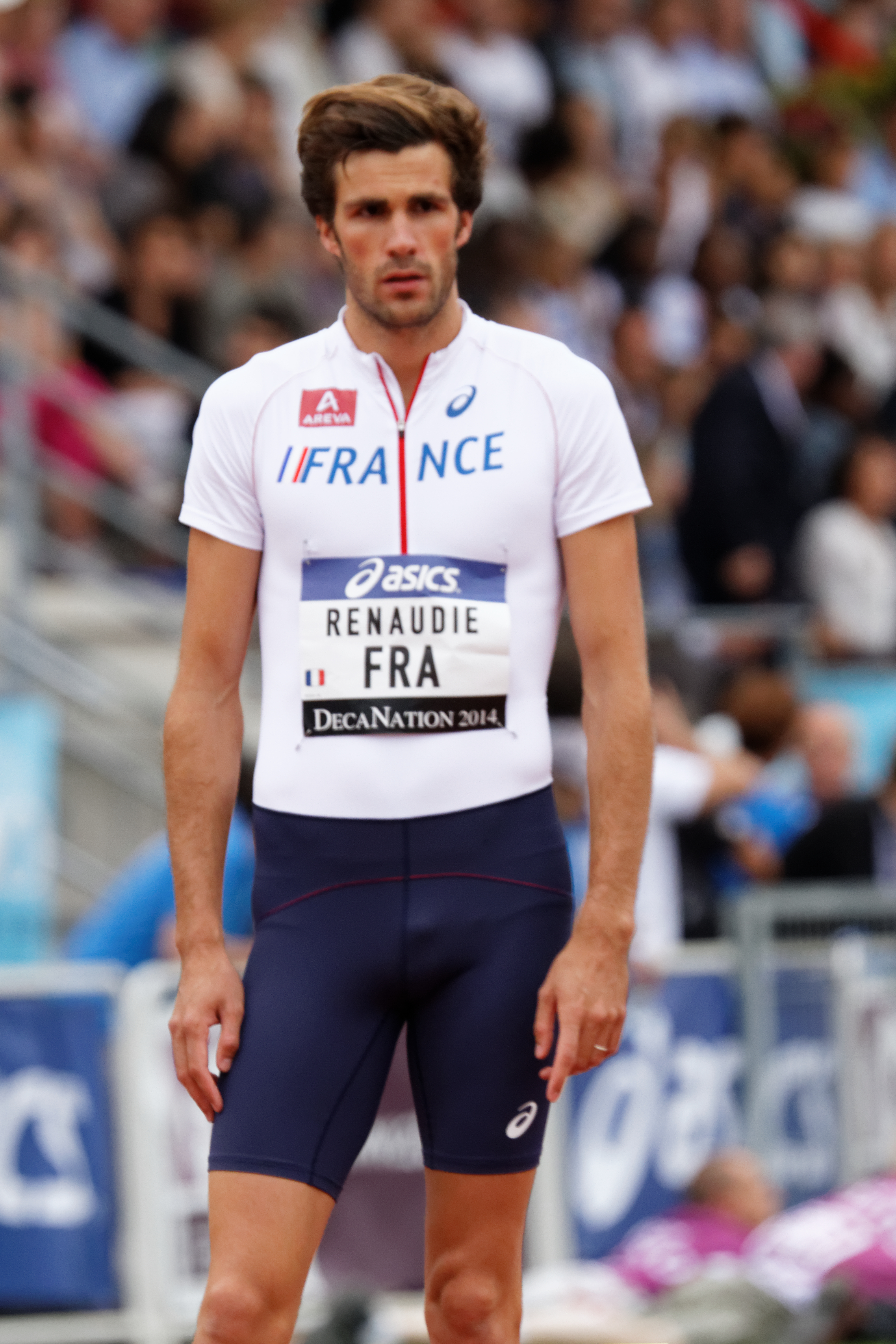
Trotz eines vierten Platzes in seinem Halbfinallauf erreichte Paul Renaudie nicht das Finale
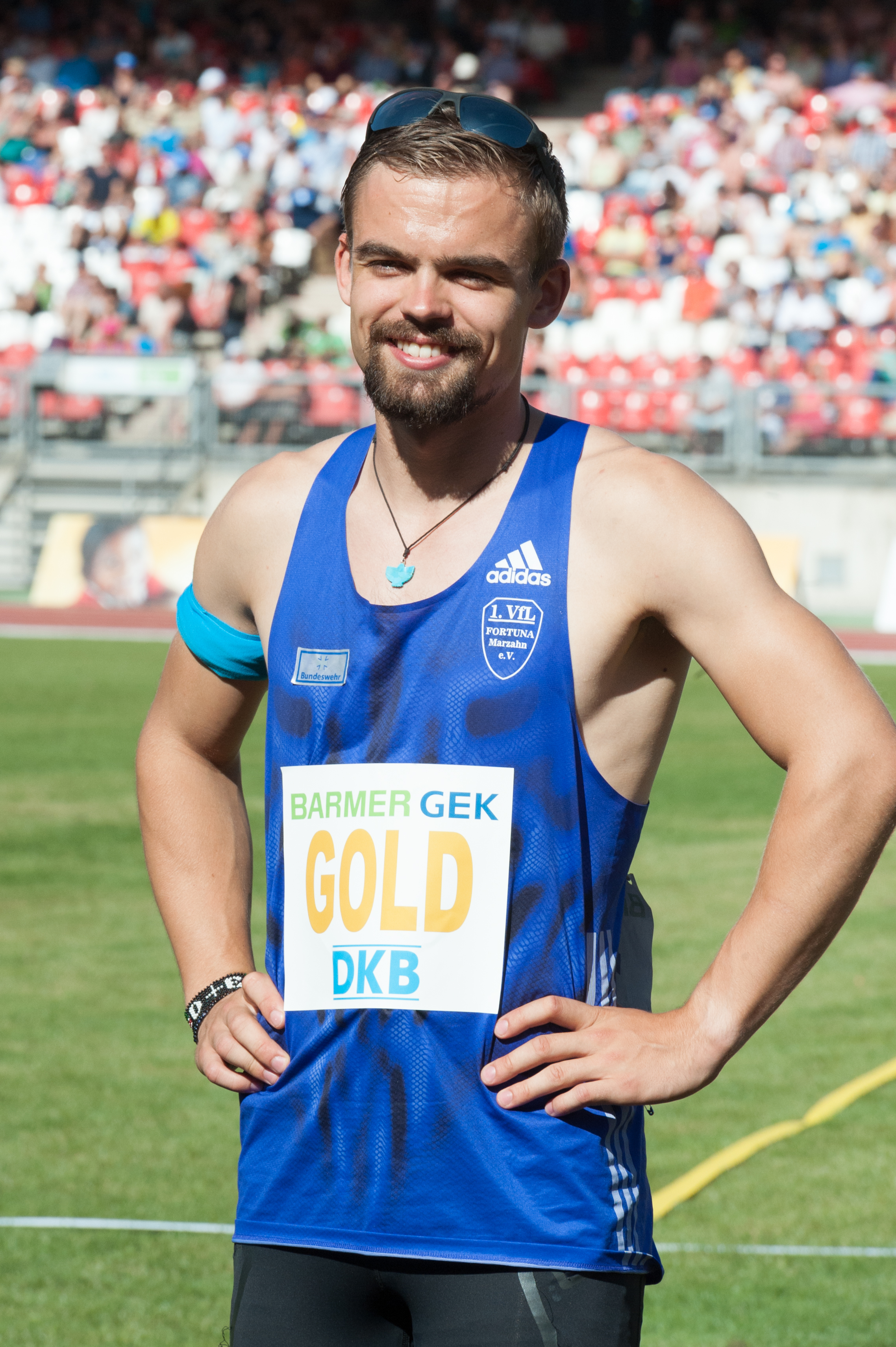
Dennis Krüger scheiterte als Sechster seines Rennens im Semifinale

13. August 2014, 21:16 Uhr
| Platz | Name               | Nation                  | Zeit (min) |
| ----- | ------------------ | ----------------------- | ---------- |
| 1     | Adam Kszczot       | Polen                   | 1:47,12    |
| 2     | Marcin Lewandowski | Polen                   | 1:47,14    |
| 3     | Amel Tuka          | Bosnien und Herzegowina | 1:47,18    |
| 4     | Paul Renaudie      | Frankreich              | 1:47,54    |
| 5     | Tamás Kazi         | Ungarn                  | 1:48,04    |
| 6     | Dennis Krüger      | Deutschland             | 1:48,33    |
| 7     | Sofiane Selmouni   | Frankreich              | 1:51,01    |
| 8     | Johan Rogestedt    | Schweden                | 1:53,70    |

## Finale

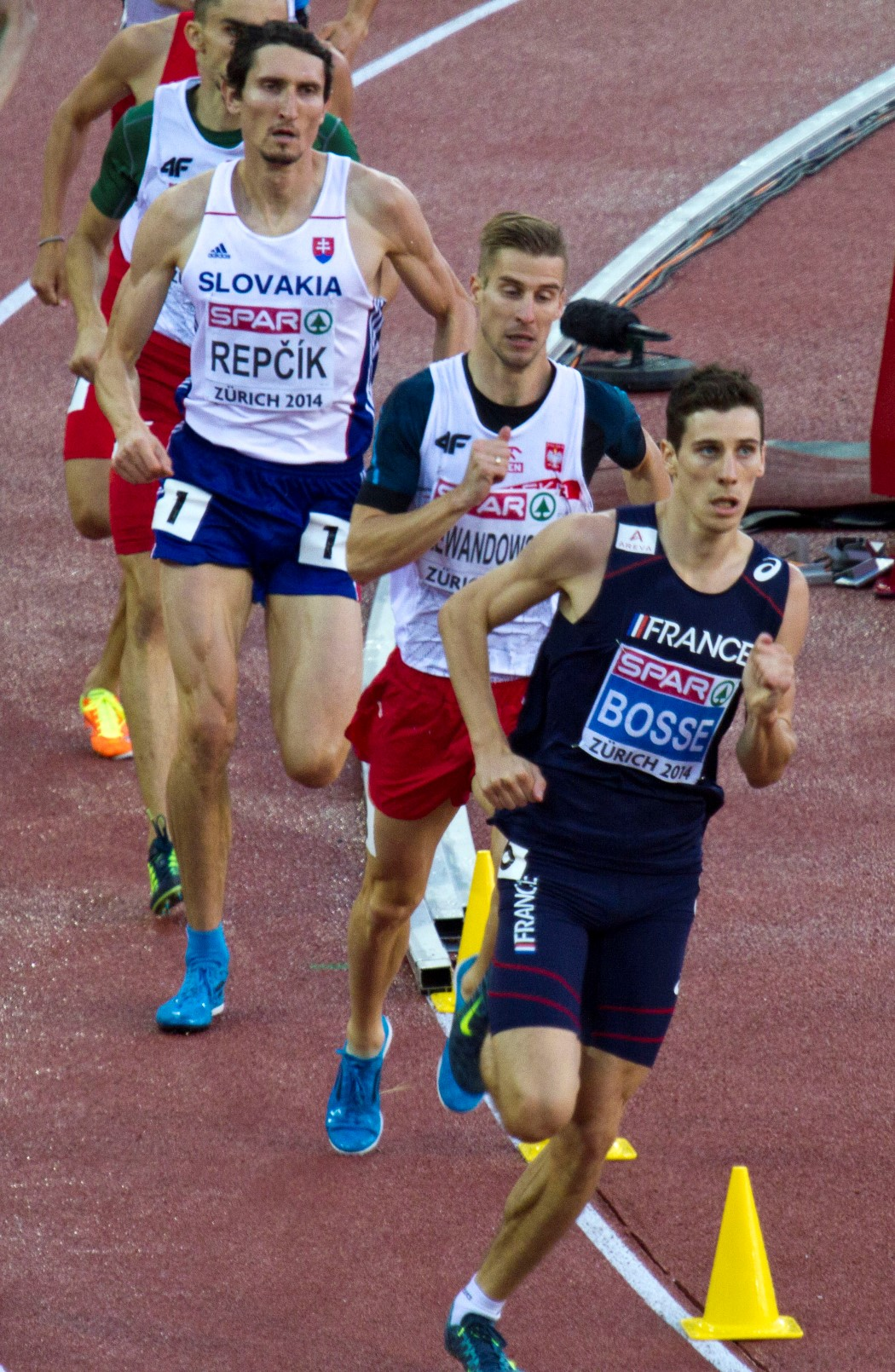
Das 800-Meter-Finale: Pierre-Ambroise Bosse führt vor Marcin Lewandowski und Jozef Repčík

15. August 2014, 19:55 Uhr
| Platz | Name                  | Nation                  | Zeit (min) |
| ----- | --------------------- | ----------------------- | ---------- |
| 1     | Adam Kszczot          | Polen                   | 1:44,15    |
| 2     | Artur Kuciapski       | Polen                   | 1:44,89    |
| 3     | Mark English          | Irland                  | 1:45,03    |
| 4     | Andreas Bube          | Dänemark                | 1:45,21    |
| 5     | Marcin Lewandowski    | Polen                   | 1:45,78    |
| 6     | Amel Tuka             | Bosnien und Herzegowina | 1:46,12 NR |
| 7     | Jozef Repčík          | Slowakei                | 1:46,29    |
| 8     | Pierre-Ambroise Bosse | Frankreich              | 1:46,55    |

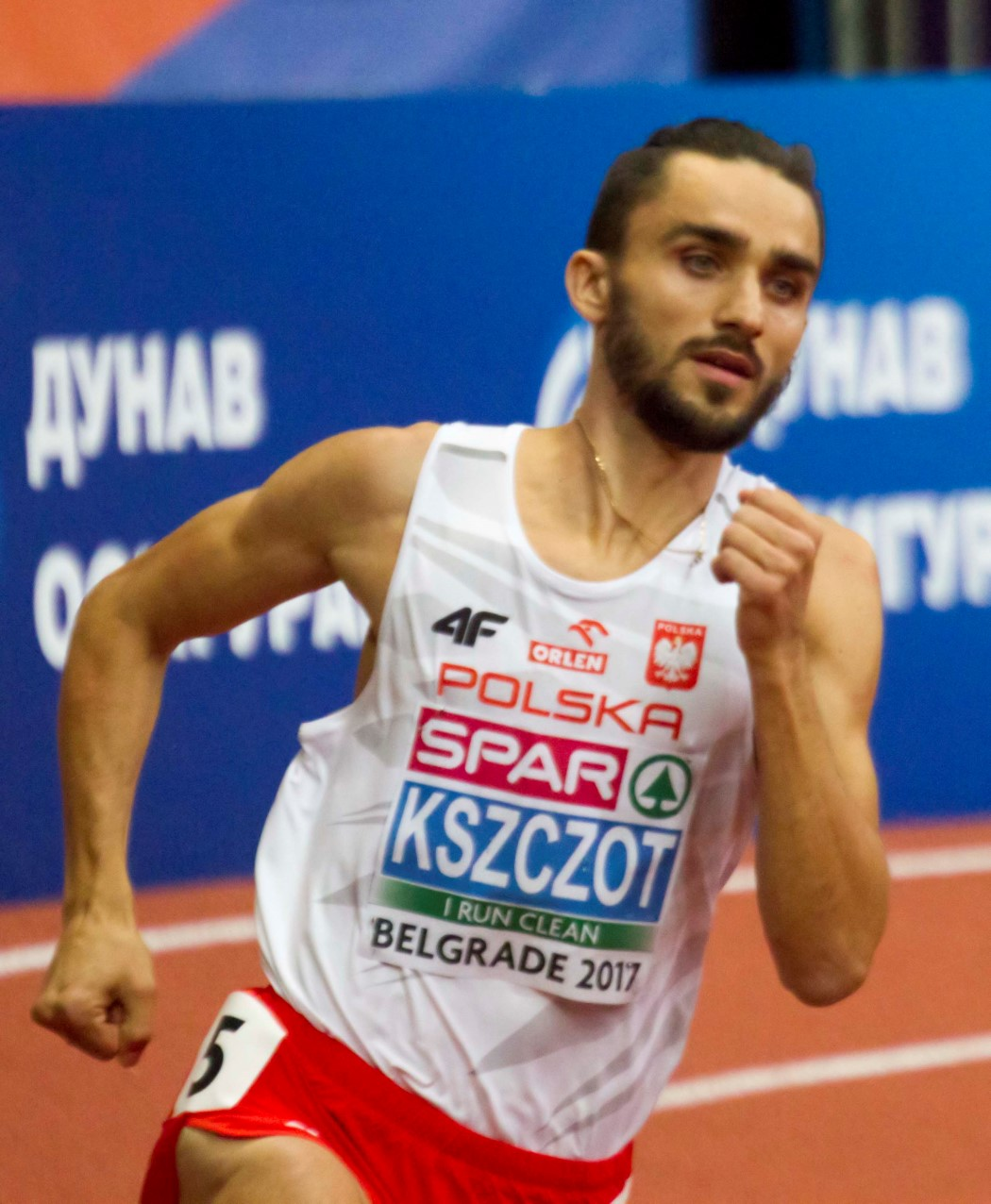
Europameister Adam Kszczot
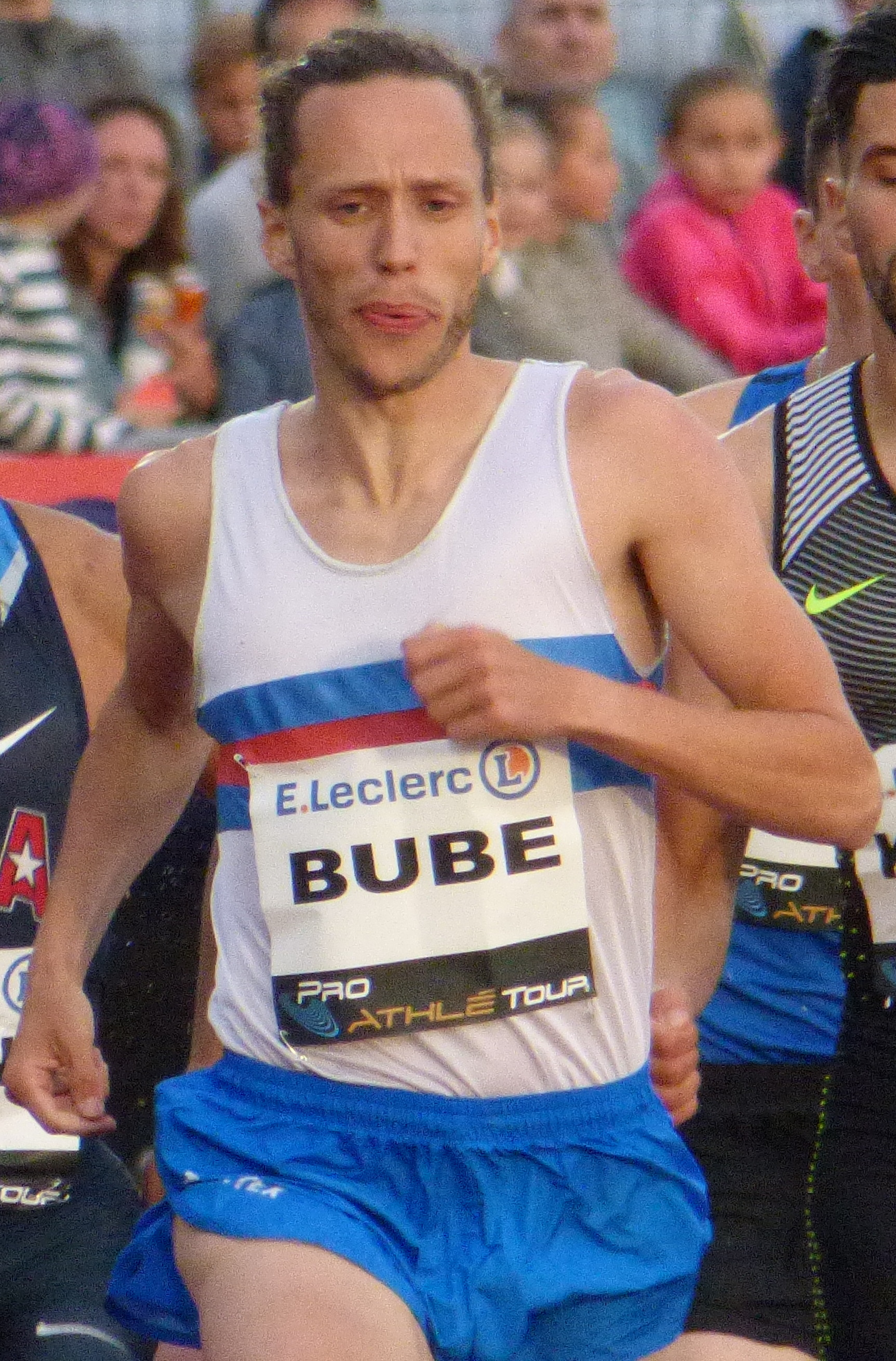
Andreas Bube kam auf den vierten Platz

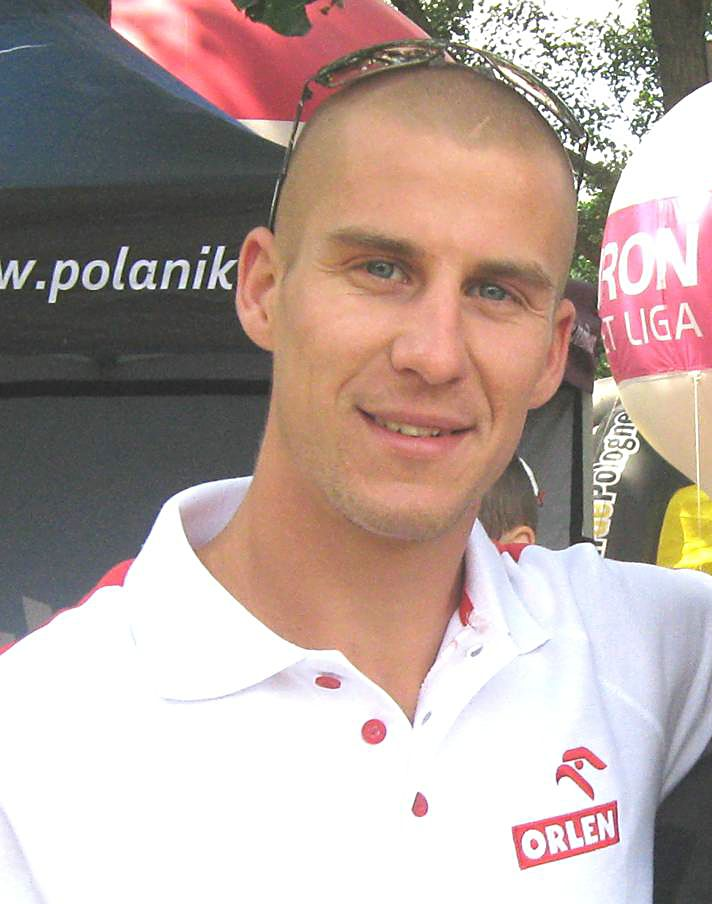
Marcin Lewandowski belegte Rang fünf
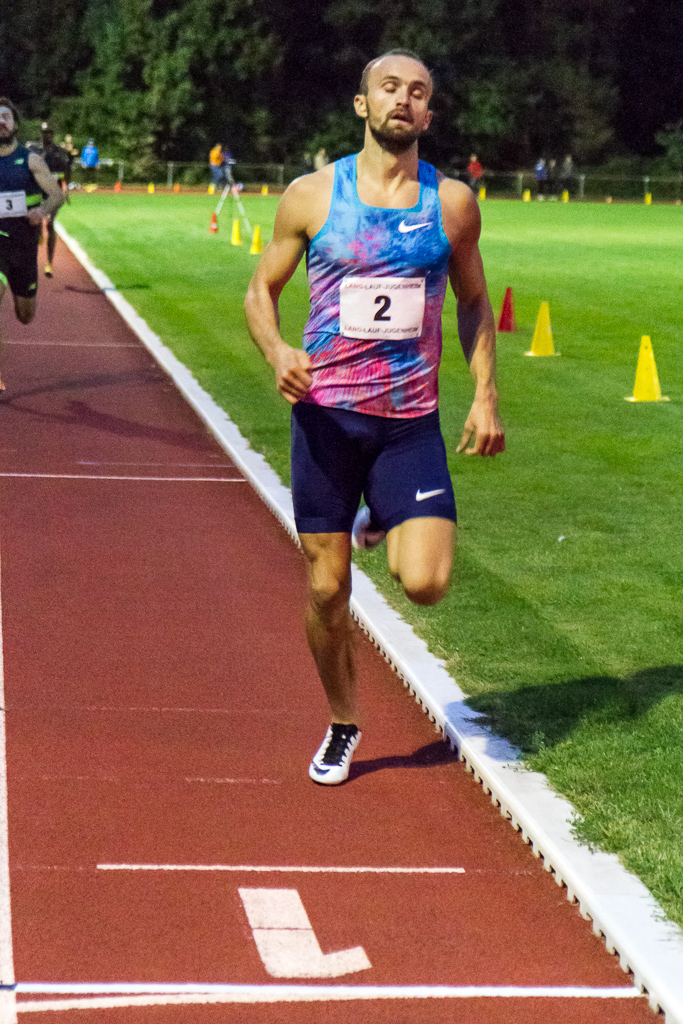
Der sechstplatzierte Amel Tuka
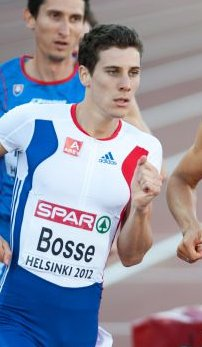
Der Bronzemedaillengewinner von 2012 Pierre-Ambroise Bosse belegte Rang acht

## Videolink
- 2014, Mark English, European Athletics Championships, 800m Final, youtube.com, abgerufen am 9. März 2023